# 존도마현

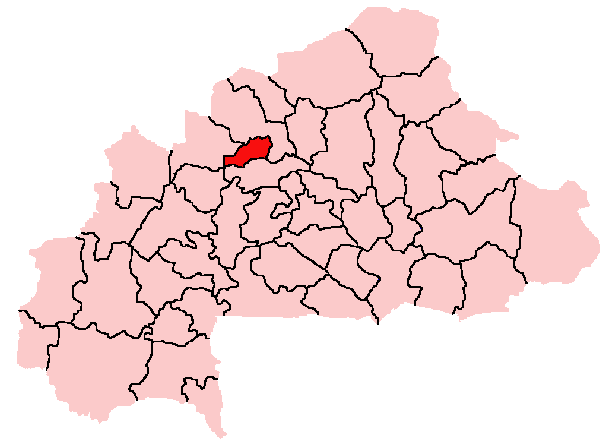
존도마현의 위치

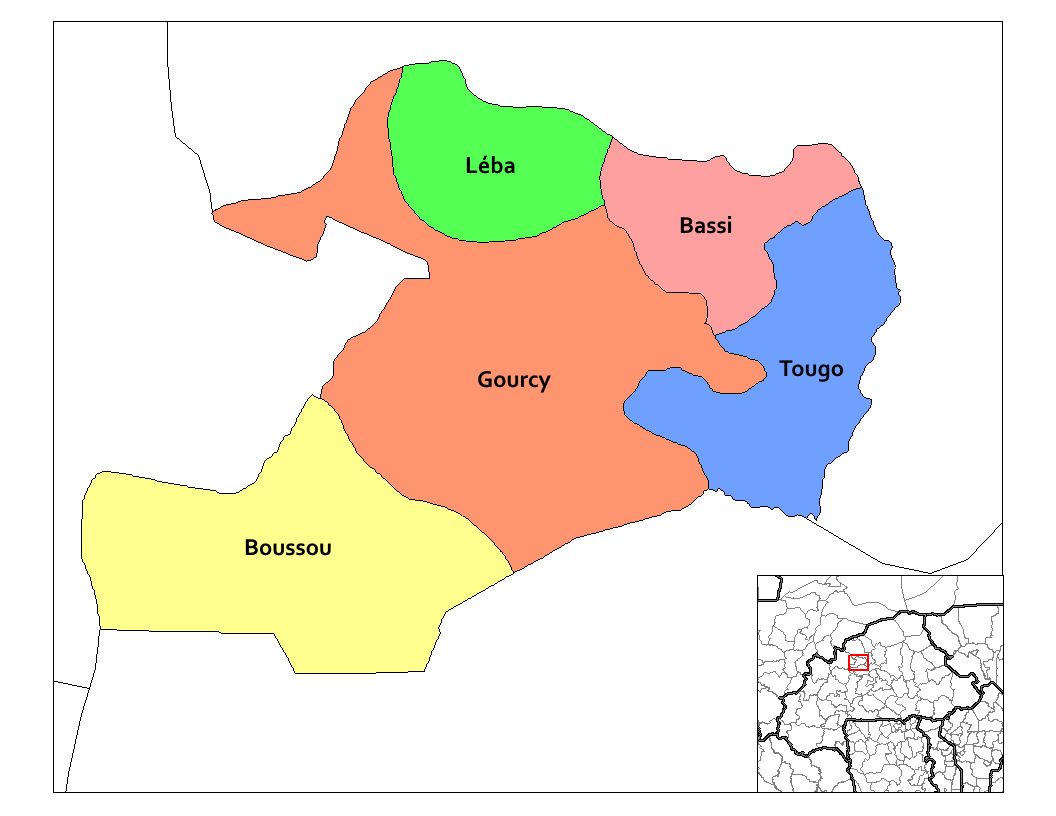
존도마현의 행정 구역

존도마현(프랑스어: Zondoma)은 부르키나파소 북부주에 위치한 현으로, 현도는 구르시이며 면적은 1,758km2, 인구는 322,873명(2006년 기준)이다. 4개 군(바시군, 부수군, 구르시군, 투고군)을 관할한다.

## 같이 보기
- 부르키나파소의 주
- 부르키나파소의 현